# José Martinho Montero Santalha
José-Martinho Montero Santalha (Cerdido, Galiza, 5 de abril de 1947) é um teólogo e linguista galego. Em setembro de 2008 foi eleito como primeiro Presidente da Academia Galega da Língua Portuguesa (AGLP).

## Biografia
Em 1957, José-Martinho Montero Santalha ingressou no seminário de Mondonhedo, do qual partiu para Roma a estudar Teologia. Nessa cidade licencia-se e prepara o doutoramento, como professor agregado na Universidade Gregoriana. Aliás, licencia-se em Filosofia pela Pontifícia Universidade Santo Tomás de Aquino, também em Roma. Continuando a sua carreira religiosa, é ordenado sacerdote em 1971. 
Durante a sua etapa em Roma, faz parte do grupo "Os Irmandinhos", constituído por galegos residentes naquela cidade e preocupados pela recuperação da língua galega como língua vernácula no âmbito da igreja católica. Será, com efeito, um dos assinantes do Manifesto para a supervivência da cultura galega, publicado em 1974 em duas importantes revistas da época, a portuguesa Seara Nova, dirigida por Manuel Rodrigues Lapa, e a espanhola Cuadernos para el diálogo. Nesse ano de 1974 regressa à Galiza como professor de Teologia do seminário de Santiago de Compostela. 
A sua formação como linguista certifica-se em 2000 quando, após se licenciar em Filologia pela Universidade Nacional de Educação à Distância (UNED), termina o doutoramento pela Universidade da Corunha com uma tese sobre as rimas da poesia trovadoresca. 
Na atualidade, ministra aulas na Faculdade de Ciências da Educação e do Desporto da Universidade de Vigo (UVigo), na cidade de Ponte Vedra.

## Reintegracionismo
A obra de Montero Santalha organiza-se por volta de dois grandes blocos: o religioso, com contributos tão importantes como a tradução do Novo Testamento da Bíblia ao galego, e o linguístico. E, dentro do âmbito da língua, a sua produção e a sua vivência estarão intimamente ligadas à corrente reintegracionista. Redigiu, com efeito, a primeira formulação ortográfica deste movimento cultural e científico, que aparece publicada em 1976 na revista galega Grial e que recolhe a proposta de Manuel Rodrigues Lapa de adotar a língua portuguesa como forma culta para as falas galegas, matizada para, por enquanto, defender apenas uma aproximação ortográfica. Ainda mais, em 1977 recebe o Prémio Fernández Latorre de Jornalismo pelo seu artigo "Integración linguística galego-portuguesa". Depois desta, aparecem outros artigos em revistas especializadas e também monografias como Directrices para a reintegración linguística galego-portuguesa, publicada em Ferrol em 1979. 
Consequentemente, em 1981 está entre os primeiros membros da Associaçom Galega da Língua (AGaL), que em 1983 publicará uma norma ortográfica oposta ao programa normativizador denominado "isolacionista" levado em frente pelo Instituto da Língua Galega (ILG) e pela Real Academia Galega (RAG). Como no caso da AGaL, participará também na fundação das Irmandades da Fala da Galiza e Portugal, e continua produzindo obra favorável ao reintegracionismo em diversas revistas como Agália, da AGaL, onde é publicado "Na morte de Rodrigues Lapa" (1989), entre outros. Ademais, publica novas monografias, como Método práctico de língua galego-portuguesa ou Carvalho Calero e a sua obra, ambas em 1983.
Já em 1994, num artigo que sai publicado na revista Temas do Ensino, defende a criação de uma Academia Galega da Língua Portuguesa que, porém, não será concretizada até 2008. Contudo, é no marco dessa nova instituição, a AGLP, que será nomeado Presidente da instituição e subdiretor do seu órgão de expressão, o Boletim da AGLP, e onde, ademais, trabalhe também na comissão de Lexicologia e Lexicografia que, em 2009, publica o Léxico da Galiza para ser integrado no Vocabulário Ortográfico Comum da Língua Portuguesa.

## Obra
Para além de ser membro fundador de diversas revistas de temáticas religiosa e linguística, como Boa Nova, O Tempo e o Modo, Agália ou Encrucillada, e de participar na tradução para o galego do Novo Testamento, destacam-se especialmente alguns trabalhos:
- Directrices para a reintegración lingüística galego-portuguesa (Ferrol, 1979)
- Método práctico de língua galego-portuguesa (Ourense, 1983)
- Carvalho Calero e a sua obra (Ed. Laiovento, 1993)
- Oxalá voltassem tempos idos! Memórias de Filipe de Amância, pajem de Dom Merlim (Ed. Laiovento, 1994)
- "Na morte de Rodrigues Lapa", in: Agália (1989)
- "As sete cantigas de amor de Dom Dinis do fragmento Sharrer", in: Agália (1997).